# Герб Миколаївського району (Львівська область)
Герб Микола́ївського райо́ну — офіційний символ Миколаївського району, затверджений 19 вересня 2002 року рішенням сесії районної ради. Автор — А. Б. Гречило.

## Опис
Золотий щит перетятий синьою ламаною горизонтальною балкою. На щиті зелений дуб з вирваним корінням і золотими жолудями, з боків від якого внизу по лазуровій восьмипроменевій зірці. Щит увінчано золотою територіальною короною. Щитотримачі: з правого боку Св. Миколай з єпископським жезлом у руці; з лівого — золотий лев з червоним язиком. На синій девізній стрічці золотий напис «Миколаївський район».